# Jesús Suevos Fernández
Jesús Suevos Fernández-Jove (Ferrol, province de La Corogne, 12 décembre 1907 - Madrid, 19 mai 2001) est un homme politique phalangiste et un journaliste espagnol. Premier directeur de Televisión Española, il occupe aussi pendant quelques mois le poste de président de l'Atlético de Madrid en 1955.

## Biographie
Jesús Suevos naît le 12 décembre 1907. Licencié en droit, il est ensuite membre du Ier conseil national de la Phalange espagnole et des JONS le 28 août 1934. Il est un des fondateurs de la Phalange en Galice, et est nommé président de la section régionale du mouvement directement par José Antonio Primo de Rivera, avec qui il a noué des liens d'amitié.
Au mois de juillet 1936, au début de la guerre civile, il se joint aux forces nationalistes. Il est nommé chef de la Phalange de Pontevedra et devient directeur du journal El Pueblo Gallego (Le Peuple Galicien), saisi par les autorités franquistes.
Il combat comme chef de centurie dans les milices de la Phalange pendant la bataille de la Sierra de Guadarrama. Il devient par la suite représentant de la Phalange au Portugal. Après le conflit, pendant la Seconde Guerre mondiale, il œuvre comme correspondant à Paris pour la presse du Movimiento Nacional.
Il poursuit sa carrière comme directeur de la Radiodifusión Española (1951), puis de la Radiodifusión y Televisión (1956). Il reçoit le Prix national du journalisme Francisco Franco (1957). Il est ensuite directeur général de la cinématographie (1961-1962), chef du syndicat national du spectacle et député aux Cortes. Adjoint à la mairie de Madrid, il occupe de façon transitoire le poste de maire de la capitale entre les mandats de Carlos Arias Navarro et de Miguel Ángel García-Lomas (es).
Au mois de mai 1955, après la démission de Luis Benítez de Lugo (es) au poste de président du club de football de l'Atlético de Madrid, il occupe cette charge jusqu'au mois de décembre de cette même année, avant d'être remplacé par Javier Barroso (es).
Il meurt à Madrid le 19 mai 2001, à l'âge de 93 ans.